# Bitwa pod Kurachowem
Bitwa pod Kurachowem – bitwa stoczona w dniach 24–26 lipca 2024 r. między Siłami Zbrojnymi Ukrainy a wojskami Federacji Rosyjskiej w rejonie miasta Kurachowe.
Rosjanie od początków 2023 r. próbowali bezskutecznie zdobyć Wuhłedar, gdyż jego zdobycie miało im ułatwić działania wzdłuż drogi N15. Za równie ważne rosyjski sztab uznał zdobycie Kostiantyniwki, dzięki czemu miałby możliwość doprowadzenia do przecięcia drogi T-0524 i zakłócenia ukraińskich linii komunikacyjnych do Wuhłedaru, co miało zmusić Ukraińców do wycofania się z tych dogodnych pozycji obronnych. W tym celu Rosjanie musieli zająć Kurachowe, gdzie Ukraińcy zbudowali silną pozycję obronną. Na początku lipca Ukraińcy zauważyli, że Rosjanie przestali używać na Zaporożu czołgów i bojowych wozów piechoty, stawiając jedynie na wsparcie lekkiej artylerii. Zwolnione siły pancerne przeniesiono do Donbasu, by spróbować tam przełamać front. 
Rosjanie istotnie uderzyli w tym regionie, w rejonie Wuhłedaru – na styk pozycji pomiędzy 79 Samodzielną Brygadą Powietrzno-Szturmową Tawria a 72 Samodzielną Brygadą Zmechanizowaną im. Czarnych Zaporożców. 24 lipca rano rozpoczęli przygotowanie artyleryjskie, ostrzeliwując ukraińskie pozycje wzdłuż drogi T-0524, po czym do natarcia skierowali 11 czołgów i 45 bojowych wozów piechoty w dwóch falach, a także 12 motocyklistów, 1 wóz wsparcia ogniowego Terminator i ok. 200 spieszonych żołnierzy. 
Dzięki wcześniejszemu rozpoznaniu Ukraińcy byli przygotowani na uderzenie i atak został rozbity przy pomocy artylerii, dronów i pól minowych, a Rosjanie nie dotarli do ukraińskich linii. Ukraińcy uszkodzili lub zniszczyli 6 rosyjskich czołgów, 7 opancerzonych wozów bojowych, wszystkie 12 motocykli i zabili ok. 40 żołnierzy, a siły rosyjskie drugiej fali wycofały się po zniszczeniu pierwszego rzutu. Rosjanie bezskutecznie próbowali atakować jeszcze kilka razy, jednak mniejszymi siłami, a po godzinie 17.00 szturmy ustały.
Następnego dnia Rosjanie postanowili uderzyć w okolicach Krasnohoriwki, Kostiantyniwki i Paraskowijiwki, jednak te uderzenia były znacznie słabsze – głównie przy nielicznym wsparciu bojowych wozów piechoty i lekkich samochodów terenowych. Tylko raz do walki skierowano 3 czołgi i 13 wozów opancerzonych wraz z kompanią piechoty.
Pomimo niewielkiej skali tego starcia, był to największy atak pancerno-zmechanizowany od października 2023 r.